# 적과의 동침 (텔레비전 프로그램)
《적과의 동침》은 대한민국의 JTBC의 예능 프로그램이다. 현직 국회의원들이 물가와 역사, 민심과 유행 등에 대한 퀴즈를 풀어보면서 국회의원의 인간적 매력을 보여주는 프로그램이다.

## 방송 시간
- 2013년 9월 16일 ~ 2013년 11월 18일 : 매주 월요일 오후 10시 55분